# Le Massacre des morts-vivants
Pour plus de détails, voir Fiche technique et Distribution.
Le Massacre des morts-vivants (en italien : Non si deve profanare il sonno dei morti) est un film d'horreur hispano-italien de Jorge Grau, sorti en 1974.

## Synopsis
À la suite d'une malencontreuse rencontre qui lui a coûté sa motocyclette, George accepte de monter dans la voiture d'Edna, qui a renversé son véhicule, dont la destination est proche de la sienne. La jeune femme veut rendre visite à sa sœur Katie, une droguée accro à l'héroïne, et son mari photographe, Martin, dans leur ferme retirée alors que George, un antiquaire, souhaite montrer quelques objets à une connaissance.
Perdus dans la campagne anglaise, près de Windermere, le couple demande leur route aux autochtones lorsqu'ils aperçoivent, sur le bord d'un chemin, l'entrée d'une propriété. À l'intérieur, George découvre des fermiers scientifiques qui expérimentent une nouvelle machine à ultra-sons permettant d'éradiquer les insectes. Pendant ce temps, Edna est mordue par un individu sorti d'une rivière. Ce dernier disparaît aussitôt. Puis c'est au tour de Martin d'être tué par la même personne. Un inspecteur de police accuse de Katie de l'avoir tué mais il s'avère que l'agresseur est un délinquant mort depuis quelque temps.
Alors que Katie, choquée par la mort de son époux, est internée dans un hôpital, George et Edna enquêtent et découvre que la machine agricole, en émettant des radiations, réveille les morts. La campagne anglaise est peu à peu envahie par des morts-vivants, de plus en plus nombreux et avides de chair humaine.

## Fiche technique
- Titre original italien : Non si deve profanare il sonno dei morti
- Titre espagnol : No profanar el sueño de los muertos
- Titre français : Le Massacre des morts-vivants
- Réalisation : Jorge Grau
- Scénario : Sandro Continenza et Marcello Coscia
- Montage : Domingo García et Vincenzo Tomassi
- Musique : Giuliano Sorgini
- Photographie : Francisco Sempere
- Production : Edmondo Amati (en) et Manuel Pérez
- Sociétés de production et distribution : Flaminia Produzioni Cinematografiche
- Pays d'origine :  Espagne,  Italie
- Langue originale : espagnol
- Format : Couleurs - Son mono
- Genre : horreur
- Durée : 95 minutes
- Dates de sortie : 
  -  Italie : 28 novembre 1974
  -  France : 30 janvier 1980
- Film interdit aux moins de 16 ans

## Distribution
- Cristina Galbó : Edna
- Ray Lovelock : George
- Arthur Kennedy : l'inspecteur
- Aldo Massasso : Kinsey
- Giorgio Trestini : Craig
- Roberto Posse : Benson
- José Lifante : Martin
- Jeannine Mestre : Katie
- Gengher Gatti : Keith
- Fernando Hilbeck : Guthrie
- Vera Drudi : Mary
- Vicente Vega: Dr. Duffield
- Francisco Sanz : Perkins
- Paul Benson : Wood